# Calosoma elegans
Calosoma elegans es una especie de escarabajo del género Calosoma, familia Carabidae. Fue descrita científicamente por Kirsch en 1859.
Esta especie se encuentra en Kazajistán, Kirguistán y China.